# Pieter Zandt (school)
Scholengemeenschap Pieter Zandt is een reformatorische scholengemeenschap in de Nederlandse stad Kampen, met drie dependances in Urk, Staphorst en IJsselmuiden. In totaal telde de scholengemeenschap in 2013 ongeveer 3050 leerlingen.
De scholengemeenschap is genoemd naar Pieter Zandt, een predikant en SGP-politicus.
De huidige scholengemeenschap is rond 1990 ontstaan uit een fusie van de toenmalige scholengemeenschap Pieter Zandt in IJsselmuiden met de scholengemeenschap Willem Sluiter in Staphorst en Rouveen. De vestigingsplaats zou aanvankelijk IJsselmuiden worden, maar die gemeente weigerde medewerking. Men vreesde dat de nieuwe scholengemeenschap een 'mammoetschool' zou worden die te groot zou zijn voor die gemeente. Vervolgens werd Kampen als vestigingsplaats gekozen.